# المجلس التعاوني لإمداد المياه والصرف الصحي
المجلس التعاوني لإمدادات المياه والصرف الصحي (WSSCC) هو منظمة تابعة للأمم المتحدة تدعو إلى تحسين الصرف الصحي والنظافة الصحية لأكثر الناس ضعفاً وتهميشاً في جميع أنحاء العالم. ويسهل WSSCC التعاون بين أصحاب المصلحة المتعددين حول الصرف الصحي ويساهم في تحقيق الأهداف الأوسع للمجتمع الدولي المتمثلة في القضاء على الفقر والصحة وتحسين البيئة والمساواة بين الجنسين والتنمية الاجتماعية والاقتصادية على المدى الطويل.
المجالات الرئيسية التي تركز عليها هي برامج الصرف الصحي على نطاق واسع وبرامج تغيير السلوكيات الصحية من خلال الصندوق العالمي للصرف الصحي، الصرف الصحي والنظافة الشخصية كمدخل للتضمين والفرص؛ الجمع بين القادة والناشطين لتعزيز حركة الصرف الصحي العالمية.
ضغط أعضاء المجلس وموظفوها من أجل تحقيق أهداف التنمية المستدامة للصرف الصحي والنظافة. ويساهم بشكل ملموس في تحقيق الأهدف 6-2 من أهداف التنمية المستدامة. بحلول عام 2030، تحقيق الوصول إلى الصرف الصحي والنظافة الكافية والمنصفة للجميع، مع إعطاء اهتمام خاص لاحتياجات النساء والفتيات والأشخاص المعرضين للتلوث.

## الصندوق العالمي للصرف الصحي
هو صندوق استئماني تابع للأمم المتحدة متعدد المانحين يهدف إلى مساعدة أعداد كبيرة من الناس في البلدان النامية على تحسين خدمات الصرف الصحي واعتماد ممارسات صحية جيدة. GSF هو وسيلة مبتكرة لتمويل التنمية المستدامة.